# Гней Сентий Абурниан
Гней Сентий Абурниан (на латински: Gnaeus Sentius Aburnianus) е сенатор на Римската империя през 2 век.
През 123 г. Абурниан е суфектконсул заедно с Тит Салвий Руфин Миниций Опимиан.